# Выборка по значимости
Выборка по значимости (англ. importance sampling, далее ВЗ) — один из методов уменьшения дисперсии случайной величины, который используется для улучшения сходимости процесса моделирования какой-либо величины методом Монте-Карло. Идея ВЗ основывается на том, что некоторые значения случайной величины в процессе моделирования имеют бо́льшую значимость (вероятность) для оцениваемой функции (параметра), чем другие. Если эти «более вероятные» значения будут появляться в процессе выбора случайной величины чаще, дисперсия оцениваемой функции уменьшится. Следовательно, базовая методология ВЗ заключается в выборе распределения, которое способствует выбору «более вероятных» значений случайной величины. Такое «смещенное» распределение изменяет оцениваемую функцию, если применяется прямо в процессе расчета. Однако, результат расчета перевзвешивается согласно этому смещенному распределению, и это гарантирует, что новая оцениваемая функция ВЗ не будет смещена. Сам вес дается отношением правдоподобия, то есть производной Радона-Никодима истинного начального распределения по отношению к выбранному смещенному распределению.
Фундаментальной задачей в реализации ВЗ является выбор смещенного распределения, которое выделяет регионы с «более вероятными» значениями оцениваемой функции.
ВЗ эффективен при удачном выборе и построении такого распределения, так как оно даст существенное сокращение времени вычислений. При неудачном смещенном распределении даже стандартный метод Монте-Карло может дать лучшие результаты.

## Математические основания
Рассмотрим моделирование вероятности {\displaystyle p_{t}} события {\displaystyle {X\geq t\ }}, где {\displaystyle X} — случайная величина с распределением {\displaystyle F} и плотностью вероятности {\displaystyle f(x)=F'(x)}, где штрих означает производную. Пусть статистика длины K — последовательность К независимых и однородно распределенных событий {\displaystyle X_{i}}, создается на основе распределения {\displaystyle F}, и мы хотим оценить число случайных переменных {\displaystyle k_{t}} в K, значения которых лежат выше некоторого {\displaystyle t}. Случайная переменная {\displaystyle k_{t}} характеризуется биномиальным распределением
{\displaystyle P(k_{t}=k)={K \choose k}p_{t}^{k}(1-p_{t})^{K-k},\,\quad \quad k=0,1,\dots ,K.}
Выборкой по значимости называют построение и использование другой функции плотности {\displaystyle f_{*}}(для X), обычно называемой смещенной плотностью, в вычислительном эксперименте (моделировании). Новая плотность позволяет событию {\displaystyle {X\geq t\ }} появляться чаще, тем самым длина последовательности для данного значения дисперсии построенной статистики будет уменьшаться. Другими словами, для данной статистики K, использование смещенной плотности приводит к меньшей дисперсии, чем при оценке обычным Монте-Карло. Из определения {\displaystyle p_{t}}, мы можем ввести {\displaystyle f_{*}} следующим образом:
{\displaystyle p_{t}={E}[X\geqslant t]}
{\displaystyle =\int (x\geqslant t){\frac {f(x)}{f_{*}(x)}}f_{*}(x)\,dx}
{\displaystyle ={E_{*}}[(X\geqslant t)W(X)]}
где
{\displaystyle W(\cdot )\equiv {\frac {f(\cdot )}{f_{*}(\cdot )}}}
— отношение правдоподобия и называется весовой функцией. Последнее равенство приводит к рассмотрению статистики
{\displaystyle {\hat {p}}_{t}={\frac {1}{K}}\,\sum _{i=1}^{K}(X_{i}\geqslant t)W(X_{i}),\,\quad \quad X_{i}\sim f_{*}}
Это статистика ВЗ для {\displaystyle p_{t}} и она не отклонена при использовании {\displaystyle f_{*}}. Таким образом, процедуру моделирования при ВЗ можно сформулировать как, приготовление последовательности независимых и однородно распределенных событий для плотности {\displaystyle f_{*}}, тогда когда каждое событие будет иметь увеличенный на {\displaystyle W} вес, и далее события также как и раньше принимаются, если они больше, чем {\displaystyle t}. Результат усредняется по всей статистике {\displaystyle K}. Легко показать, что дисперсия ВЗ оценки будет равна
{\displaystyle Var_{*}{\hat {p}}_{t}={\frac {1}{K}}Var_{*}[(X\geqslant t)W(X)]}
{\displaystyle ={\frac {1}{K}}{\Big [}{E_{*}}[(X\geqslant t)^{2}W^{2}(X)]-p_{t}^{2}{\Big ]}}
{\displaystyle ={\frac {1}{K}}{\Big [}{E}[(X\geqslant t)^{2}W(X)]-p_{t}^{2}{\Big ]}}
Теперь проблему ВЗ можно сформулировать как поиск такой плотности вероятности {\displaystyle f_{*}}, что дисперсия новой статистики будет меньше по сравнению с полученной обычным методом Монте-Карло. Если в задаче возможно построить смещенную плотность вероятности, для которой дисперсия равна 0, то она называется оптимальной смещенной плотностью вероятности.

## Методы построения смещенных распределений
Хотя существует множество методов для построения смещенных плотностей, следующие два метода наиболее распространены при использовании ВЗ.

### Масштабирование
Сдвиг вероятностной меры в область {\displaystyle {X\geq t\ }} с помощью масштабирования случайной переменной {\displaystyle X} числом больше единицы. Такое масштабирование приводит к увеличению значимости хвоста плотности вероятности и, тем самым, дает увеличение вероятности появления «нужных» событий. По всей вероятности, масштабирование было одним из первых смещающих методов, широко используемых на практике. Легко реализуемый в реальные алгоритмы, этот метод дает довольно скромное улучшение эффективности моделирования по сравнению с другими смещающими методами.
В ВЗ при масштабировании, плотность вероятности для моделирования определяется как первоначальная плотность для масштабированной случайной переменной {\displaystyle aX}. Если нам важна оценка хвоста плотности вероятности в большую сторону, выбирают {\displaystyle a>1}. Новая плотность и весовая функция, соответственно, равны
{\displaystyle f_{*}(x)={\frac {1}{a}}f{\bigg (}{\frac {x}{a}}{\bigg )}}
и
{\displaystyle W(x)=a{\frac {f(x)}{f(x/a)}}\,.}
Хотя масштабирование сдвигает вероятностную меру в желаемый регион «нужных» событий, оно также сдвигает вероятность в регион {\displaystyle X<t}. Если {\displaystyle X} — сумма {\displaystyle n} случайных переменных, разброс вероятности происходит в {\displaystyle n}-ном пространстве. Как следствие, это уменьшает эффективность ВЗ при увеличении {\displaystyle n} (эффект размерности).

### Трансляция
Другая простая и эффективная смещающая техника основана на трансляции плотности вероятности (и, следовательно, случайной переменной) в область, где вероятность увеличивается. Трансляции не приводят к эффекту размерности. Эта техника успешно применяется в реальных приложениях, например, при моделировании систем цифровой связи. Часто, этот метод эффективнее, чем масштабирование. При смещении трансляцией новая плотность вероятности определяется, как
{\displaystyle f_{*}(x)=f(x-c),\quad c>0}
где {\displaystyle c} — величина сдвига, выбираемая из условия минимизации дисперсии ВЗ статистики.

## Эффекты сложности системы
Фундаментальной проблемой ВЗ является трудность построения хорошего смещенного распределения при усложнении изучаемой системы. В этом смысле, сложными системами называют системы с долгой памятью, так как для систем, где происходит сложная обработка малого количества входных параметров (то есть в задачах с малой размерностью), проблема построения ВЗ проще. Например, в теории цифровой передачи сигналов, долгая память (или большая размерность начальных условий) приводит к проблемам трех типов:
- длинная память (сильное межсимвольное взаимодействие)
- память неопределенной длины (декодеры Витерби)
- память возможно бесконечной длины (адаптивные эквалайзеры)

В принципе, основные идеи ВЗ не изменяются при применении в такого рода проблемах, но реализация становится существенно сложнее. Успешной стратегией борьбы с проблемами долгой памяти может быть разбиение всей проблемы на несколько лучше определенных частей. Тогда ВЗ применяется в каждой из подпроблем независимо.

## Численные оценки ВЗ
Для определения успешности найденной плотности ВЗ, полезно иметь численную оценку уменьшения объёма вычислений при её применении. Для такой оценки обычно применяют отношение {\displaystyle \sigma _{MC}^{2}/\sigma _{IS}^{2}}, которое можно интерпретировать, как фактор увеличения скорости, с которой ВЗ статистика достигнет такой же точности, как и статистика, полученная методом обычного Монте-Карло.
Значение отношения можно получить только эмпирическом путём, так как дисперсии статистик практически невозможно вывести аналитически.

## Ценовая функция дисперсии
Дисперсия — не единственная ценовая функция для моделирования, так как возможны другие типы ценовых функций, использующихся в различных статистических приложениях, например, среднее абсолютное отклонение. Тем не менее, в литературе обычно цитируется дисперсия, возможно, из-за использования дисперсии в вычислении доверительных интервалов и в выражении для измерения эффективности {\displaystyle \sigma _{MC}^{2}/\sigma _{IS}^{2}}.
Одна из проблем использования дисперсии заключается в том, что отношение {\displaystyle \sigma _{MC}^{2}/\sigma _{IS}^{2}} переоценивает уменьшение объёма вычислений в случае использования ВЗ, так как этот параметр не учитывает дополнительного времени, необходимого для вычисления весовой функции. Следовательно, при реальном применении улучшение в результате применения ВЗ должно оцениваться другими методами. Возможно, более серьёзной проблемой с точки зрения эффективности в ВЗ является время на разработку и реализации самой техники и аналитическое построение необходимой весовой функции (если она не известна заранее).